# 흰날개해오라기속
흰날개해오라기속(Ardeola)은 왜가리과에 속하는 조류 속이다. 몸길이 40~50cm, 날개 폭 80~100cm 정도이다. 대부분 구세계 열대 기후 지역에서 번식하지만, 철새 뜸북해오라기는 유럽 남부와 중동 그리고 아프리카에서 겨울을 겨울을 난다. 학명은 작은 왜가리를 의미하는 라틴어에서 유래했다.

## 하위 종
6종으로 이루어져 있다.
- Ardeola grayii
- Ardeola ralloides
- 흰날개해오라기 (Ardeola bacchus)
- Ardeola speciosa
- Ardeola idae
- Ardeola rufiventris